# Colonia Guadalupe Victoria, Zumpahuacán
Colonia Guadalupe Victoria är en ort i Mexiko.   Den ligger i kommunen Zumpahuacán och delstaten Mexiko, i den sydöstra delen av landet, 80 km söder om huvudstaden Mexico City. Colonia Guadalupe Victoria ligger 1 170 meter över havet och antalet invånare är 628.
Terrängen runt Colonia Guadalupe Victoria är huvudsakligen kuperad, men norrut är den bergig. Runt Colonia Guadalupe Victoria är det ganska tätbefolkat, med 160 invånare per kvadratkilometer. Närmaste större samhälle är Tetecala, 8,6 km öster om Colonia Guadalupe Victoria. I omgivningarna runt Colonia Guadalupe Victoria växer huvudsakligen savannskog.